# Conte de l'homme de Haute-Égypte et de son épouse franque

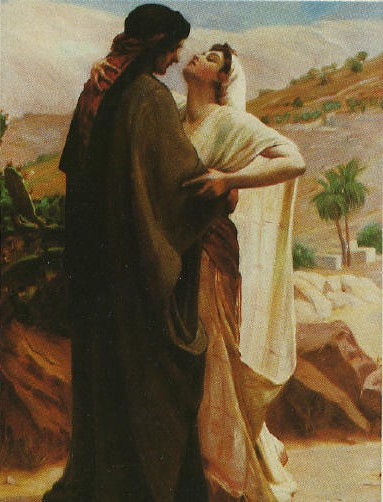
Passionate Encounter, Frederick Goodall

Le Conte de l'homme de Haute-Égypte et de son épouse franque est une histoire d'amour tirée des Mille et Une Nuits. Dans l'Encyclopédie des Mille et Une Nuits, il est répertorié sous le numéro ANE 234. Dans le conte, un marchand égyptien musulman fait du commerce dans la ville d'Acre, aux mains des croisés, où il rencontre une belle chrétienne.

## Résumé
L'émir Shujâ' al-Dîn Muhammad, préfet du Caire, rapporte avoir passé la nuit dans la maison d'un vieil homme de Haute-Égypte, où il fut reçu généreusement. L'hôte, âgé et à la peau très noire, avait de jeunes enfants à la peau blanche teintée de rose. Il expliqua que leur mère était une « Franque » (une européenne) et se mit à raconter leur histoire. Il était autrefois cultivateur de lin sur les terres environnantes. Sur place, il ne parvint pas à tirer un gain supérieur aux cinq cents dinars qu'il avait alors engagés. On lui suggéra alors de vendre son lin dans la ville d'Acre en Palestine, alors gouvernée par les croisés. Il s'y rendit donc, y commença ses affaires et rencontra ladite belle chrétienne. Leur attirance était mutuelle. Ils se sont alors rencontrés à plusieurs reprises par l'entremise d'une vieille femme, qui réclamait toujours plus d'argent. À chaque fois, après avoir dîné, ils passaient la nuit ensemble sur la terrasse de sa maison couverte de tapis, contemplant le reflet des étoiles sur la mer. Mais à chaque fois aussi, l'homme refusait d'offenser Dieu avec une chrétienne et s'interdit de la toucher. Lorsque la trêve entre le royaume de Jérusalem et les musulmans dirigés par le sultan Al-Malik an-Nāsir (Saladin) prit fin, le marchand partit à contrecœur pour Damas, où il oublia sa déception en se lançant dans le commerce des esclaves prisonnières. Il demeura sur place pendant trois ans, lorsque Saladin vainquit les croisés, captura tous les souverains francs et conquit le pays riverain de la mer.
Un jour, un homme vint lui acheter un très belle esclave pour le sultan Saladin qui coûtait cent dinars. Mais il ne disposait que de quatre-vingt-dix dinars, tout l'argent du Trésor ayant été dépensé dans la guerre. Saladin le laissa alors choisir l'une de ses prisonnières de guerre pour les dix autres dinars. Lorsque l'homme fut conduit dans la prison où se trouvaient les femmes. Parmi elles, il reconnut justement la chrétienne dont il était tombé amoureux et la prit comme esclave. Elle déclara qu'elle était prête à se convertir à l'islam et il décida de l'affranchir. Ce fut le cadi Ibn Shaddâd qui les unit ; la nuit suivante, elle tomba enceinte. Mais, quelques jours plus tard, un traité fut négocié entre Saladin et le roi des Francs ; tous les prisonniers de guerre purent être restitués. Seule manquait la convertie. L'envoyé du roi européen la réclama donc au marchand, lui expliquant qu'elle était l'épouse d'un chevalier qui voulait savoir ce qu'elle était devenue. Plus tard, elle promit à son nouveau mari qu'elle saurait trouver les mots à dire devant Saladin. Lorsque le couple se rendit chez ce dernier, le messager se trouvait à ses côtés. Tous les deux demandèrent à la dame si elle souhaitait retourner dans son pays ou rester auprès de son époux actuel. Elle répondit être devenue musulmane et enceinte (leur proposant de regarder son ventre pour le prouver). De plus, les Francs ne présentaient plus d'intérêt pour elle. Le roi des Francs, qui se trouvait également là, accepta la situation et laissa repartir les mariés. Mais avant leur départ, le messager apprit au commerçant que la mère de la Franque, la fameuse vieille dame, voulait remettre quelque chose à sa fille. Il s'agissait d'un coffre contenant des vêtements et deux bourses deux bourses de monnaie d'or, contenant l'argent que le marchand avait payé pour voir son amante. Celui-ci termine son histoire en expliquant à l'émir que les enfants présents étaient ceux qu'elle lui avait donnés. Son épouse était également présente dans la maison et avait préparé son banquet pour l'émir.

## Analyse

### Aspects historiques
L'histoire se déroule pendant la guerre, lors des Croisades. Le terme de « Franc » désigne alors un Européen arrivé pendant cet évènement. Les indices laissés par le conte permet de le situer entre 1184 et 1187. Auparavant, Acre fut prise par Baudouin Ier en 1104. Puis, elle se rendit à Saladin après sa victoire de Hattîn sur les croisés, le 4 juillet 1187. Elle fut reprise en 1191 par Philippe Auguste et Richard Cœur de Lion. L'année suivante, une trêve reconnut aux croisés leur autorité sur la côte, depuis Acre jusqu'à Jaffa. La ville fut définitivement arrachée aux croisés par les Mamelouks en 1291.
Cependant, le conteur retire les bruits et les fureurs de l'Histoire, afin de ne retenir que deux figures historiques. L'un est le héros de l'Islam, Saladin, l'autre le Franc, présenté ici comme un adversaire respectueux de la parole donnée. C'est une image qui est parfois présente chez les témoins musulmans de cette époque, comme le prince syrien Usâma ibn Munqidh le raconte dans Des enseignements de la vie (Kitâb al-I`tibâr). Le décor ainsi planté en quelques traits, le conteur nous donne, comme en hommage à la paix, le récit d'amours exemplaires. D'un côté, un homme fidèle à la pensée de celle qui a conquis son cœur et la respecte aussi longtemps qu'elle n'est pas devenue son épouse, en justes noces. De l'autre, une femme mariée, sûrement tentée par l'aventure, mais qui ne regarde pas à la couleur de la peau et ne touche pas à un argent qu'elle n'a pas mérité. Enfin, triomphent ici le bonheur et l'islam. L'amour est plus fort que la guerre. La petite histoire est porteuse d'enseignement, au moins autant que la grande.
Le préfet du Caire, l'émir Shujâ' al-Dîn Muhammad, est inconnu. Ce personnage est sans doute inventé par le conteur. Quant à Saladin, il est désigné sous le nom d'Al-Malik an-Nāsir, qui signifie « le Roi victorieux » : c'est un des titres qu'il porta. Quand la mère de la jeune Franque apprend que le marchand refuse de toucher sa fille, elle lui demande s'il se prend pour Sarî ar-Saqatî (en), Bishr al-Hâfî, al-Junayd al-Baghdâdî ou al-Fudayl b. ‘Iyâd. Ces quatre mystiques ont réellement existé. Richard Francis Burton identifie le cadi Ibn Shaddâd à Bahá al-Dín ibn Shaddád, qui fut « Kázi al-Askar (de l'armée) ou juge-avocat général sous Saladin ».

### Éditions
L'histoire est présent dans les manuscrits égyptiens et les éditions en langue arabe des Mille et Une Nuits imprimées au début du XIXe siècle, comme celle de Calcutta II. Jamel Eddine Bencheikh et André Miquel les ont tous les deux utilisé comme base pour leur traduction dans Les Mille et une Nuits (2005) et intitulèrent l'histoire Conte de l'homme de Haute-Égypte et de son épouse franque. Ce récit est aussi présent dans Le Livre des mille nuits et une nuit (1899- 1904) de Joseph-Charles Mardrus, tome 9, sous le titre Le fellah d’Égypte et ses enfants blancs.

### Comparaison avec d'autres ouvrages
En dehors des Mille et Une Nuits, l'histoire peut être trouvée dans d'autres ouvrages de la littérature arabe : le Kitâb Matâli' al-budûr d'al-Ghuzuli (1412), le Thamarât al-awrâq d'Ibn Ḥiǧǧa al-Ḥamawī (1434) et I'I'lam al-Nas de Muḥammad Diyāb al-Itlīdī (1688). Le conte et le livre d'al-Ghuzuli se différencient des deux autres sources par l'absence du passage du héros par le Caire, ainsi que les références à des personnalités mystiques. Aussi, le conte est moins précis historiquement, mais plus dramatisé et plus efficace littérairement que chez al-Ġuzūlī. Cela marque le changement du registre de narration et sûrement aussi d’horizon d’attente. En revanche, les textes d'Ibn Ḥiǧǧa et al-Itlīdī sont quasiment identiques. Dans ces deux œuvres, l'histoire commence en Égypte, au Ṣaʿīd. Le marchand, qui cultive ici du coton, tente sans succès de le vendre au Caire et à Damas, avant de réussir à Acre. Manifestement, cette anecdote semble avoir été d’abord spécifique à des ouvrages d’adab postclassiques. Elle serait ensuite passée, après de légères transformations, vers une littérature moyenne comme celle des Nuits,.
Aboubakr Chraïbi compare cette histoire à une autre similaire, notamment narrée dans le Conte des moines convertis (des Mille et Une Nuits). Un jeune musulman tombe amoureux d'une jeune boulangère chrétienne. Peu après, il meurt et rend visite à la fille dans ses rêves et, lui montrant son paradis auquel elle ne pourra accéder que si elle devient musulmane, la convainc de se convertir.